# Ngày thành lập
Ngày thành lập hoặc ngày sáng lập một tổ chức là ngày mà tổ chức đó lựa chọn để tuyên bố điểm khởi đầu của nó. Mỗi tổ chức có một định nghĩa riêng về ngày thành lập của mình. Tuy nhiên nhìn chung thì các tiêu chí hay tiêu chuẩn để xác định một ngày thành lập hoặc sáng lập của các tổ chức thường có ý nghĩa không rõ ràng.

## Ngày thành lập chính phủ
Ngày thành lập chính phủ của một quốc gia có thể xác định bằng:
- Ngày tuyên ngôn độc lập. Ví dụ: Ngày 4, tháng 7 năm 1776 của Hoa Kỳ
- Ngày chính phủ đó tự phê chuẩn.
- Ngày ký kết một hiệp ước kết thúc một cuộc chiến tranh.

Tuy nhiên, định nghĩa của ngày thành lập phụ thuộc nhiều vào lịch sử, văn hóa, chính trị của mỗi quốc gia khác nhau.

## Ngày thành lập trường đại học
Tương tự như vậy, ngày thành lập một trường đại học có thể xác định bằng:
- Là ngày mà các thủ tục giấy tờ thành lập trường được phê chuẩn.
- Là ngày đầu tiên mở cửa cho việc giảng dạy.
- Hoặc lấy ngày mà có nguồn gốc từ một tổ chức được thành lập trước đó, tổ chức cha mẹ.

Tuy nhiên việc biến thể xác định ngày thành lập một trường đại học là điều dễ hiểu. Bởi vì còn phụ thuộc nhiều vào cơ quan chủ quản của từng trường hoặc nhân viên điều hành.

## Ngày thành lập một tổ chức
Cuối cùng ngày thành lập của một tổ chức hoặc là quyết định nội bộ của cơ quan đó hoặc do một tổ chức bên ngoài có thẩm quyền quyết định.